# Alfredo Miguel Ozorio de Almeida
Alfredo Miguel Ozorio de Almeida (Miami, 25 de abril de 1946) es un físico brasileño. Es miembro de la Academia Brasileña de Ciencias. Fue condecorado con la Orden Nacional del Mérito Científico en el rango de Comendador en enero de 2002. Autor del libro "Hamiltonian systems: Chaos and Quantization, publicado por la Cambrigde University Press y cuya versión en portugués fui publicada por la Editora Unicamp. Este libro es uno de los primeros libros publicados sobre caos cuántico.

## Biografía
Hijo del diplomático brasileño Miguel A. Ozorio de Almeida y nieto del neurólogo Miguel Ozorio de Almeida. Nació en Miami, Estados Unidos en 1946, cuando su padre desempeñaba su primer cargo diplomático. Ingresó a la carrera de física en la Pontificia Universidad Católica de Río de Janeiro en 1966. Antes de terminar dicho curso, se mudó para Inglaterra, donde reinició su carrera en física y matemática en la Universidad de Bristol, graduándose en 1967. Hizo su doctorado en la misma universidad bajo la orientación del profesor Michael Berry.
Volvió a Brasil en 1974, donde se estableció como profesor en la Unicamp. Lugar donde trabajó hasta 1994, año en el que se mudó definitivamente a Río de Janeiro para integrarse al Centro Brasileño de Investigaciones Físicas.
Dentro de los premios que alcanzó están:
- Miembro de la Academia Brasileña de Ciencias.
- Miembro de la Sociedad Brasileña de Física.
- Premio "Martin Gutzwiller",[4] del Instituto Max Planck  en 2001.
- Comendador de la Orden Nacional del Mérito Científico otorgado pela Presidencia de la República del Brasil en 2002.
- Premio de Reconocimiento Académico del Instituto de Física de la Unicamp en 1988.

Según el Proyecto The Mathematics Genealogy, ha sido orientador de al menos diez estudiantes de doctorado.